# Bansat
Bansat település Franciaországban, Puy-de-Dôme megyében. Lakosainak száma 263 fő (2022. január 1.). Bansat La Chapelle-sur-Usson, Lamontgie, Saint-Étienne-sur-Usson, Saint-Jean-en-Val, Saint-Martin-des-Plains, Saint-Rémy-de-Chargnat és Le Vernet-Chaméane községekkel határos.

## Népesség
A település népességének változása:
| Lakosok száma | 249  | 250  | 254  | 253  | 255  | 258  | 261  | 262  | 263  |
|               | 2013 | 2015 | 2016 | 2017 | 2018 | 2019 | 2020 | 2021 | 2022 |